# Tiago de Melo Marinho
Tiago de Melo Marinho (ur. 9 marca 1981 w São Paulo) – brazylijski futsalista, bramkarz, gracz Krona Futsal i reprezentacji Brazylii. Trzykrotny mistrz Brazylii, czterokrotny zdobywca Pucharu Brazylii, czterokrotny zwycięzca Copa Libertadores, klubowy Mistrz Świata. Z reprezentacją Brazylii zdobył dwa Mistrzostwa Świata, dwa Mistrzostwa Ameryki Południowej i zdobył złoty medal Igrzysk Panamerykańskich (w 2007 roku).